# 川崎市立西有馬小学校
川崎市立西有馬小学校（かわさきしりつ にしありましょうがっこう）は、神奈川県川崎市宮前区有馬7丁目にある公立小学校。

## 沿革
- 1978年（昭和53年）
  - 4月1日 - 川崎市高津区有馬853番地に開校。普通教室15、特別教室3（理科室・図工室・音楽室）。
  - 4月4日 - 入校式挙行。有馬・宮崎両校より、2学年～4学年児童が入校。この時点での児童数191名、職員数17名。
  - 6月5日 - 住居表示変更により、学校住所が、「川崎市高津区有馬7丁目6番1号」となる。
  - 7月6日 - PTA発足。
  - 11月2日 - 開校記念式典挙行し、この日（11月2日）を開校記念日と定めた。校章、校歌、校旗制定。
- 1982年（昭和57年）7月1日 - 高津区からの分区による宮前区発足により、学校住所が、「川崎市宮前区有馬7丁目6番1号」となる。
- 1987年（昭和62年）
  - 10月27日 - 創立10周年記念児童集会開催し、10周年記念「ゆめランド」設置。
  - 10月31日 - 創立10周年記念式典挙行。副読本「西有馬」、記念誌「楓並木」発刊。
- 1998年（平成10年）
  - 1月22日 - 創立20周年式典挙行。記念誌「ひかって はずんで わになって」、副読本「てくてく にしありま」発刊。
- 2002年（平成14年）
  - 4月5日 - 新教育課程　カリキュラム・評価規準表作成。
- 2006年（平成18年）- 創立30周年式典挙行。1～3階教室に天井扇風機設置。
- 2017年（平成29年）10月 - 創立40周年記念式典挙行し、副読本「にしありま」発刊。

## 教育目標
- 夢と力を育み 笑顔が輝く子どもの育成をめざして「考える子ども 心豊かな子ども たくましい子ども」

## 通学区域
出典
- 有馬3丁目（22番のみ）
- 有馬3丁目（25〜28番）
- 有馬4丁目（全域）
- 有馬5丁目（全域）
- 有馬6丁目（全域）
- 有馬7丁目（全域）
- 有馬8丁目（全域）
- 有馬9丁目（全域）

## 進学先中学校
出典
川崎市立有馬中学校

## 学校周辺
- 川崎市立有馬中学校 - 主な進学先で、敷地が隣接。なお、有馬中学校の所在地は、有馬7丁目7番1号。
- 有馬ふるさと公園
- この他、有馬ふるさと公園以外の公園や民営のマンション・アパートなども点在する。

## アクセス
- 東急電鉄田園都市線鷺沼駅から、
  - 徒歩20分。
  - 川崎市バス・東急バスで「鷺01」・「鷺02」・「鷺03」・「鷺04」の各系統に乗車し、「三田橋」停留所下車後、徒歩5分。
- 横浜市営地下鉄ブルーライン中川駅（横浜市都筑区）から、徒歩25分。

## 有名な出身者
- 新井恵理那（フリーアナウンサー）